# Apenesia chontalica
Apenesia chontalica (лат.) — вид ос-бетилид рода Apenesia из подсемейства Pristocerinae  (Chrysidoidea, Hymenoptera). Центральная Америка.

## Распространение
Центральная Америка (Мексика, Гватемала, Никарагуа, Коста-Рика).

## Описание
Относительно крупные осы-бетилиды. Длина тела около 7 мм. Тело коричневое. Жвалы с 2 апикальными зубцами. Глаза эллиптические, с 12 фасетками. Щёки короче, чем длина глаз, наличник продолжается до лба. Лоб почти полированный, точки мелкие и очень редкие. Голова субквадратная, длина равна 0,95 ширины, бока выпуклые, темя прямое, при виде сверху виден затылочный киль. Брюшко намного длиннее головы и груди вместе, петиоль очень короткийГолова шире, чем мезосома. Усики 12-члениковые. Нижнечелюстные щупики 4-члениковые, а нижнегубные состоят из 3 сегментов. Вид был впервые описан в 1881 году, а его валидный статус подтверждён 2020 году бразильскими гименоптерологами Isabel D.C.C. Alencar (Instituto Federal de Educação, Ciência e Tecnologia do Espírito Santo, Витория, Эспириту-Санту, Бразилия) и Celso O. Azevedo (Universidade Federal do Espírito Santo, Departamento de Biologia, Эспириту-Санту, Бразилия).